# Vitsippa
Vitsippa, Anemone nemorosa L. är en flerårig ört. Vitsippan tillhör familjen ranunkelväxter.  

## Beskrivning

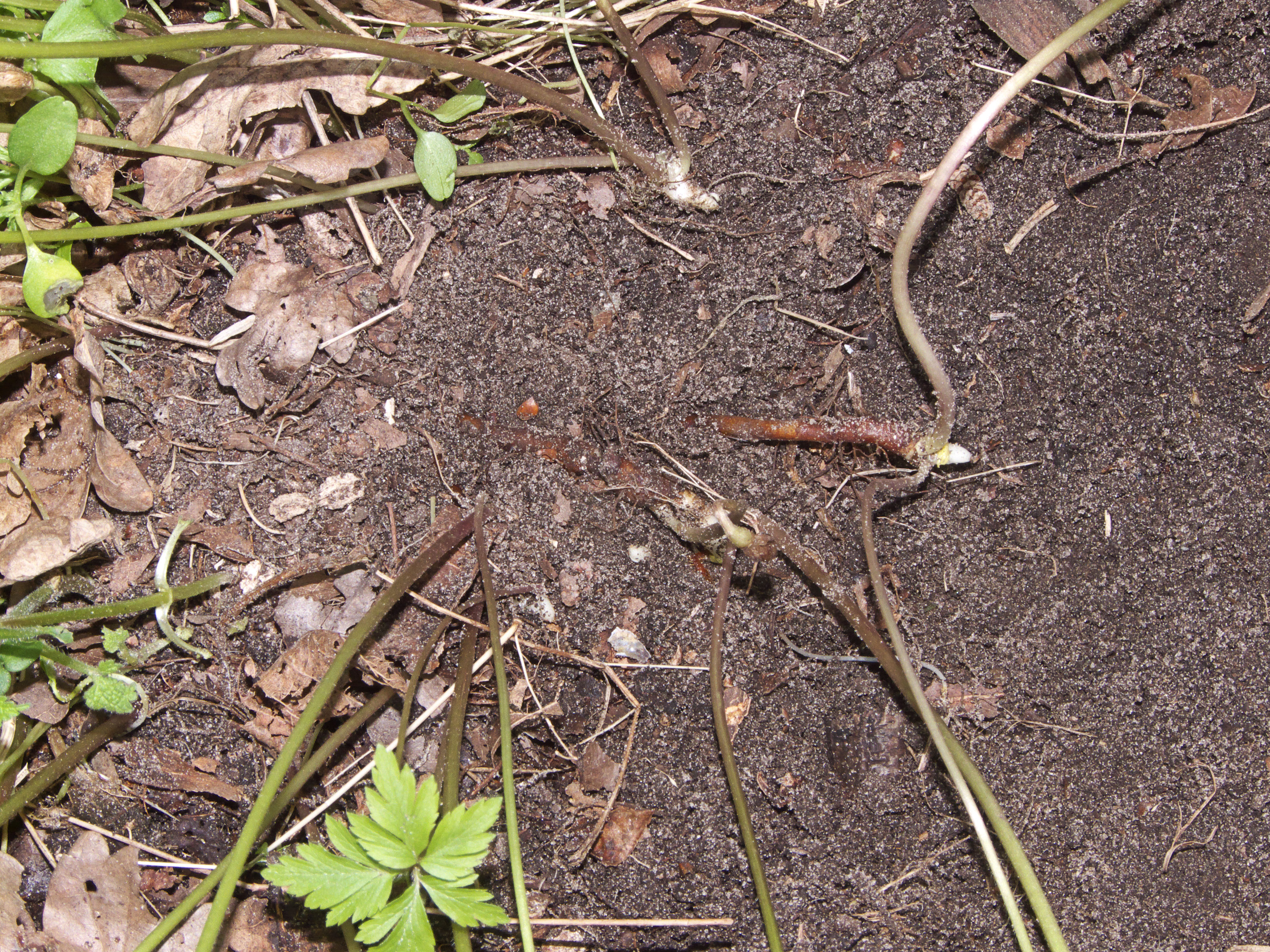
Jordstam

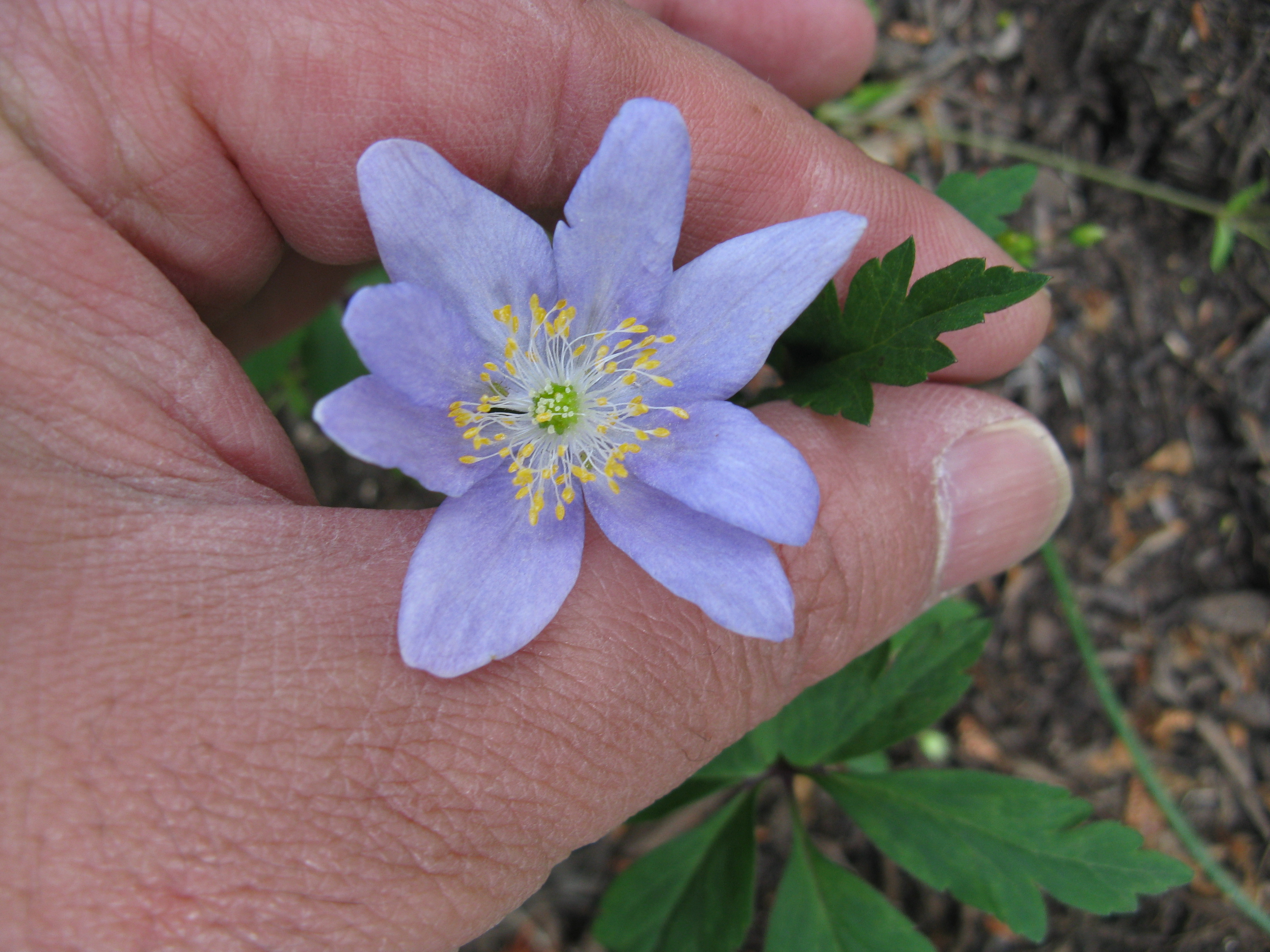
Blå vitsippe-blomma

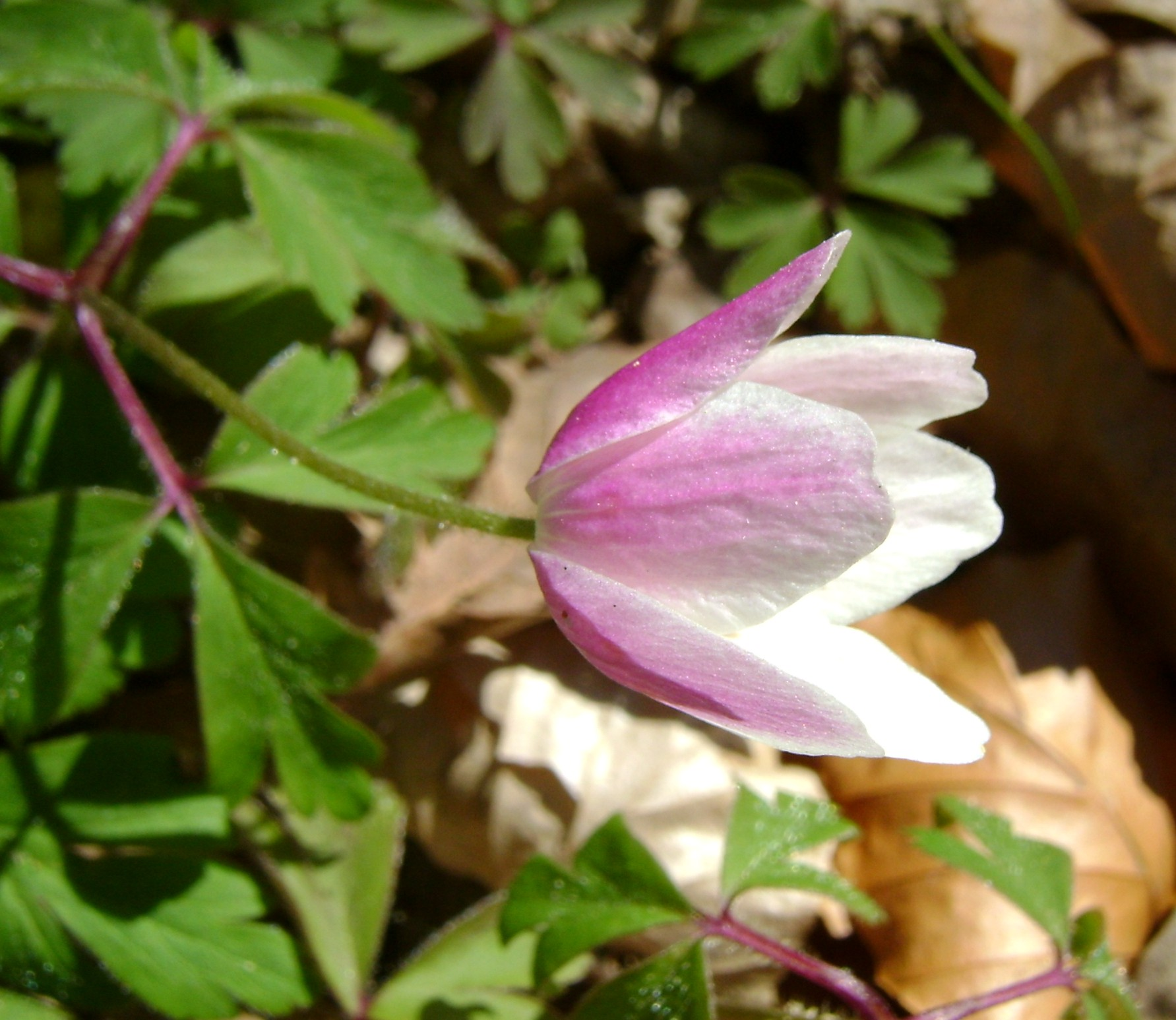
Rödviolett baksida

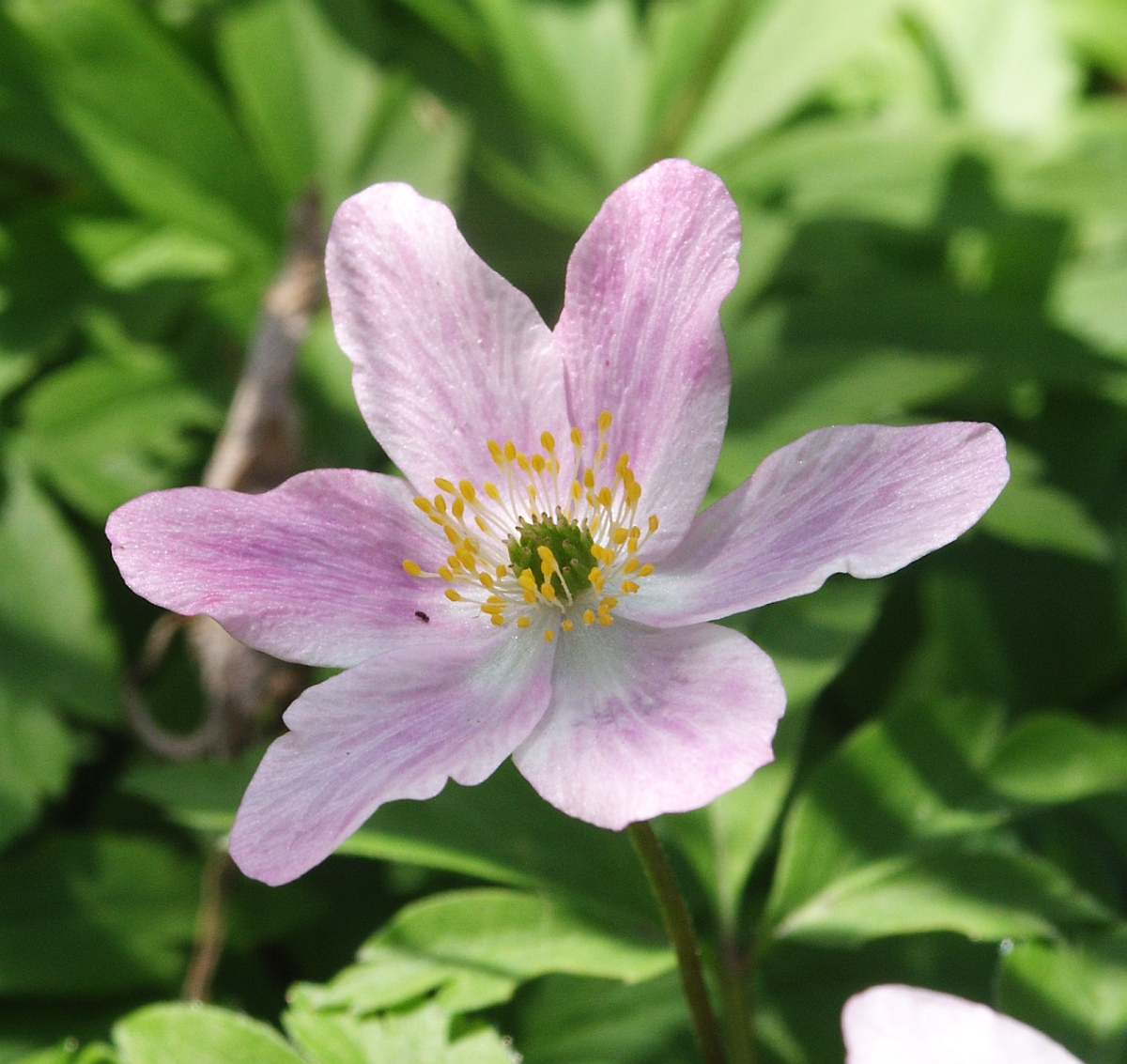
Rosa vitsippe-blomma

Vitsippan blir 10 – 20 cm hög med en decimeterlång brun cylindrisk jordstam.
Den har en komplicerad reproduktionscykel. Längs den horisontella jordstammen sitter ett antal lågblad som fjäll (blomanlag), varifrån blomstänglar skjuter upp. När jordstammen vuxit en tid böjer den sig med spetsen uppåt, och en ensam blomknopp bildas. Den blir kvar över kommande vinter. Följande vår skjuter en sidogren (biaxel) upp intill stjälkens fäste på jordstammen, varifrån ett ensamt blad skjuter upp ovan jord. Sedan bildar jordstammen flera fjäll och kryper vidare ett stycke, böjer sig uppåt och övergår i en ny stjälk. Så fortgår det år efter år. Jordstammen är därför en s k skottkedja, som kallas ett sympodium. Alla blommor som kommer från en gemensam jordstam är genetiskt identiska och utgör tillsammans en enda individ.
Blomstjälken bär treflikiga svepeblad. Vitsippan börjar blomma i april och maj, vanligen med en ensam 2 – 4 cm bred vit blomma. Antalet kalkblad varierar, men 6 – 8 är det vanligaste. Efter ca tre veckor sluter sig kronbladen kring frukten, och baksidan av kronbladen börjar skifta i rödviolett.
Blå blommor förekommer, men är sällsynt. Ovanligt är också rosa blommor, men det ska inte förväxlas med den inte alls ovanliga rödvioletta baksida, som vanliga vita blommor får vid slutet av blomningstiden (se bild till vänster).
Blommorna saknar nektar och är därför doftlösa. Växten får förlita sig till pollen för att locka till sig pollinatörer. Efter blomningen ökar antalet blad, och små gröna frukter utvecklas.
Efter fruktsättningen i början av juli vissnar hela växten. Frukterna sprids sedan med hjälp av myror, kallat myrmekokori. På så sätt bildas nya jordstammar och därmed nya individer.   

## Underarter
- Anemone nemorosa subsp. altaica (Fisch. ex C.A.Mey.) Korsh.
- Anemone nemorosa subsp. americana Ulbr., 1905
- Anemone nemorosa subsp. amurensis Korsh.
- Anemone nemorosa var. bifolia (Farw.) B.Boivin, 1968
- Anemone nemorosa var. fissa Ulbr.
- Anemone nemorosa f. glabriuscula G.Lawson, 1869
- Anemone nemorosa var. grayi (Behr & Kellogg) Greene, 1892
- Anemone nemorosa var. kamtchatica Kom., 1929
- Anemone nemorosa var. lyallii (Britton) Ulbr.,1905
- Anemone nemorosa f. nitida G.Lawson, 1869
- Anemone nemorosa var. oregana (A.Gray) Ulbr., 1905
- Anemone nemorosa f. quinquefolia (L.) G.Lawson, 1869
- Anemone nemorosa var. quinquefolia (L.) Pursh, 1813
- Anemone nemorosa var. quinquefolia (L.) Ulbr., 1905
- Anemone nemorosa subsp. ranunculoides (L.) Ces., 1844
- Anemone nemorosa subsp. trifolia (L.) Ces., 1844
- Anemone nemorosa f. trifoliata lbr., 1905
- Anemone nemorosa subsp. typica (L.) Korsh., 1892 nom. invalid.
- Anemone nemorosa f. vulgaris Ulbr.1905
- Anemone nemorosa-alba Crantz, 1763
- Anemone nemorosa-lutea Crantz, 1763

## Habitat
I Sverige är vitsippa allmän i Götaland och Svealand, men mindre allmän till sällsynt norr om Hälsingland. Längst i norr saknas den helt.
I södra Norge går vitsippa inte över ca 1 000 m ö h, och på de högst belägna växtplatserna blommar den inte, och finns där alltså endast i form av blad.
Vitsippa förekommer i större delen av Europa utom Portugal, Spanien och längs Medelhavet. I Asien finns vitsippa i ett område i södra Ryssland kring nittionde längdgraden. Västerut kan man finna vitsippa i Newfoundland (Kanada), men den är inte ursprunglig där. Finns även som utvandrad i Massachusetts, USA.

### Utbredningskartor
- Blomningstid i Norden (På kartan anges de tider som gällde på 1900-talet.)
- Utbredning i Norden
- Utbredning på norra halvklotet

## Biotop
Vitsippan trivs bäst i lätt skuggig, ej alltför torr, skogs- och hagmark samt lundar.

## Varianter och hybrider
Grönsippa (Anemone nemorosa forma bracteata) är en variant av vitsippa där de vita kronbladen ersatts med gröna, djupt flikade kronblad. Grönsippa är ovanlig, men kan ses i Fjelebo naturreservat i Nybro kommun där den första gången hittades 1922.

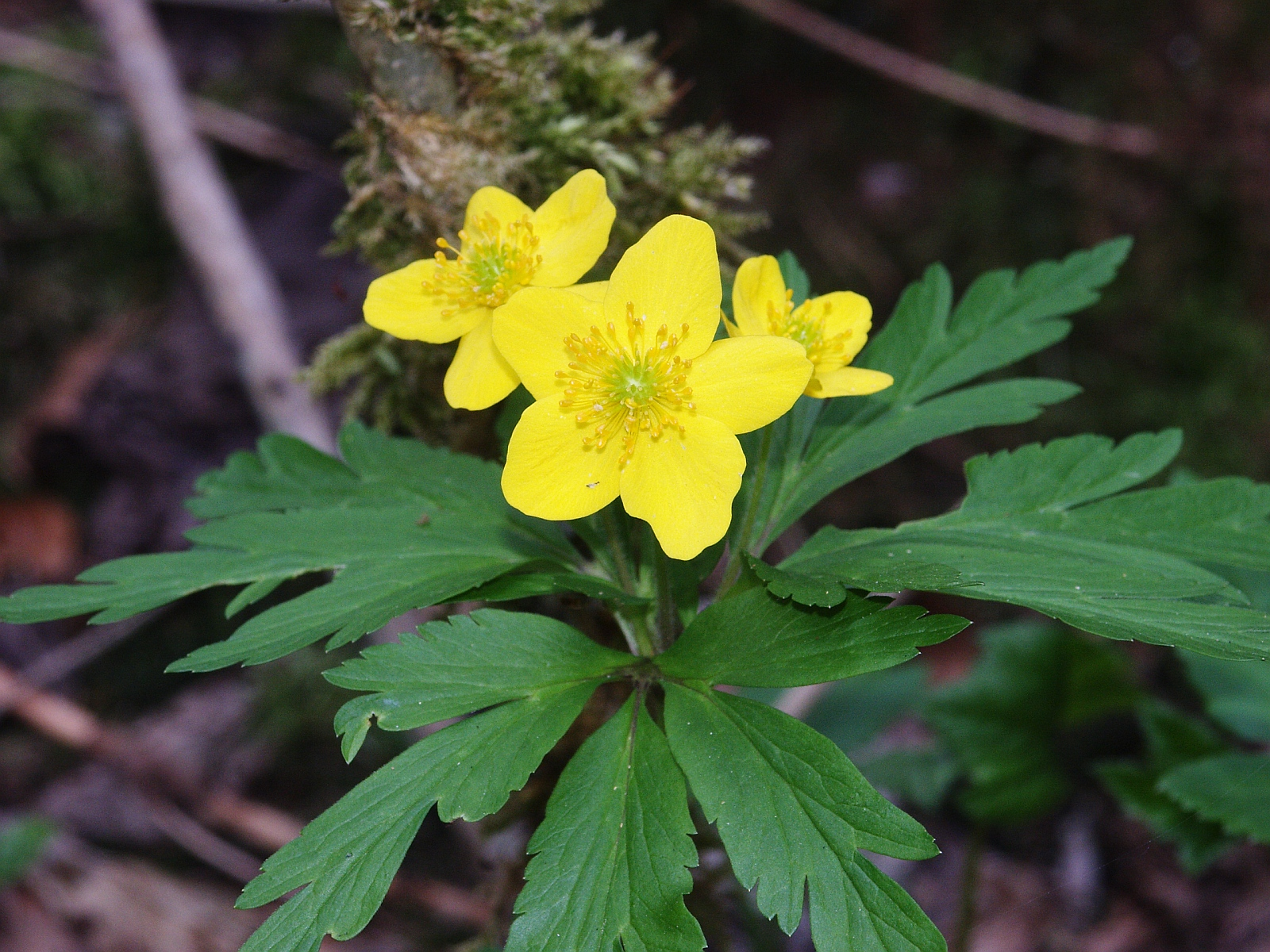
Gulsippa

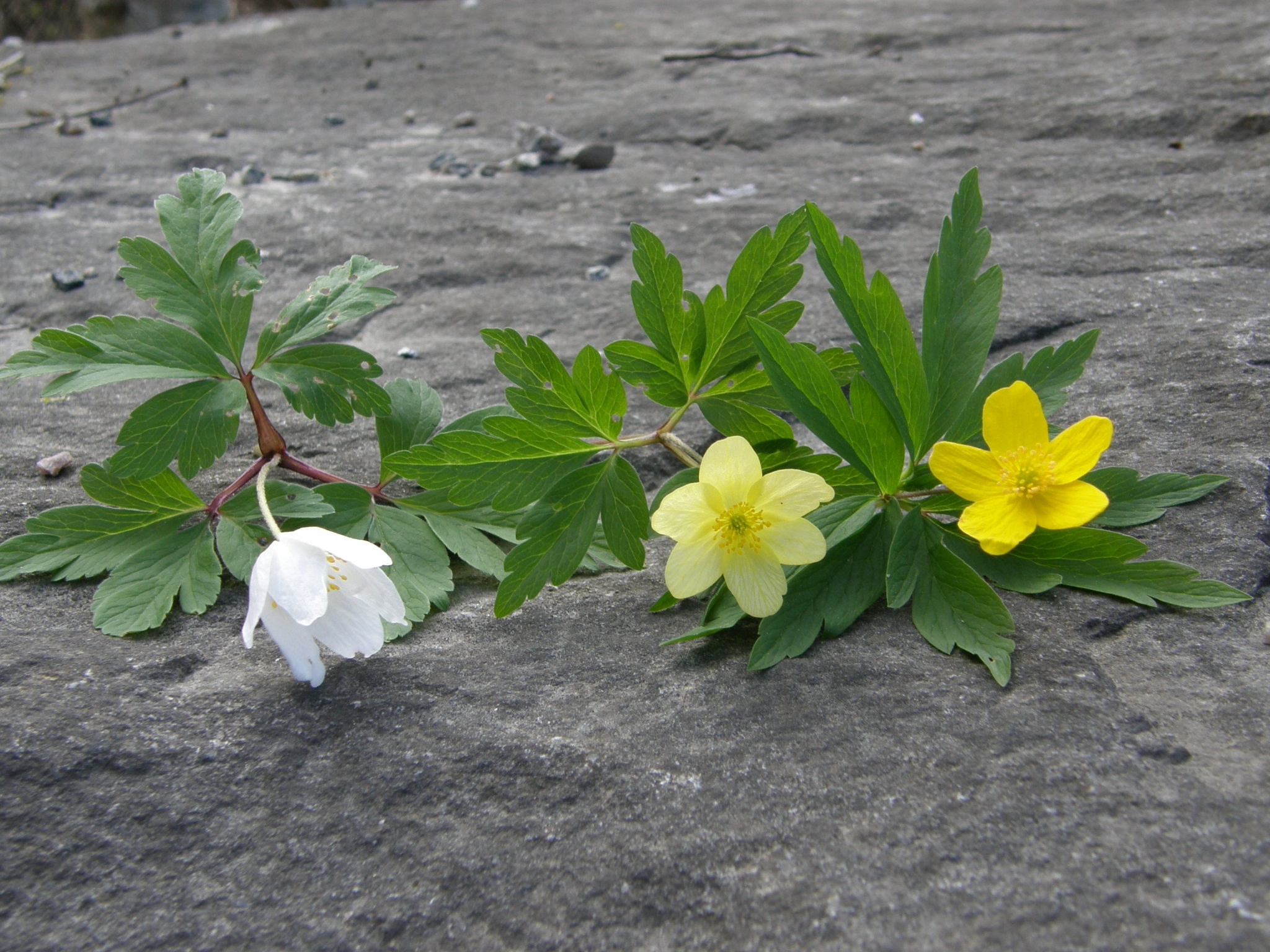
Svavelsippa, Anemone × lipsiensis, omgiven av "föräldrarna"

Vitsippa odlas ofta, och den stora formrikedomen gör att det finns många namnsorter med blommor i rosa, rött eller blått och med fyllda blommor.
Vitsippa är mycket lik gulsippa (Anemone ranunculoides), när denna inte blommar. Gulsippa har dock, som namnet antyder,  gula blommor samt har två blommor på per stjälk i stället för vitsippas ensamma blomma.
Vitsippa och gulsippa kan korsa sig. Hybriden får blekt gula blommor och kallas svavelsippa (Anemone × lipsiensis).

## Användning  och giftighet
Vitsippa har använts i omslag mot reumatiska besvär, ledsmärtor och frossa, ofta med hudirritation som följd. Inom folkmedicinen har vitsippan även använts mot fräknar.
Vitsippan innehåller liksom andra ranunkelväxter ranunculin som övergår i giftet protoanemonin då växten krossas. Förgiftningar hos människa såväl som hos djur är mycket sällsynta främst på grund av vitsippans beska smak. Vid hudkontakt kan huden börja rodna och blåsor bildas. Att äta vitsippa ger till en början en brännande känsla i mun och svalg. Sedan utvecklas blåsor, man blir illamående, kräks och får diarré. Efter det tillstöter svindel och kramper. Matsmältningsorganen och urinsystemet skadas. Vid höga koncentrationer är vitsippa direkt livshotande. En dödlig dos är cirka 30 vitsippsplantor.
Som medikament används vitsippa ytterst lite idag.

## Klimatets inverkan
Vitsippan har påverkats av klimatförändringarna och blommar nu (2014) ungefär två veckor tidigare än den gjorde i början av 1900-talet.
Vid en inventering i Jämtland fann man att vitsippan på 1950-talet förekom på höjder upp till 700 meter över havet. 2008 hade vitsipporna klättrat uppåt ända till 855 meter över havet. Fristående undersökningar i Pyrenéerna, Alperna, Jurabergen och Uralbergen visade samma tendens att flytta mot högre höjder. Orsaken anses vara den globala uppvärmning, som började märkas 1986.

## Etymologi
- Släktnamnet Anemone kommer från det grekiska ordet amona (från roten).[4]
- Artepitetet nemorosa kommer av grekiskans nemos (lund) och syftar på att vitsippan trivs i lundar.[1]
- Namnet vitsippa kan spåras till det finländska Nyland, där växten kallades vitsäpel, ursprungligen vitsäper. Efterledet säper kommer av det franska ordet chapel, som svenskan lånat in via tyskan, schappel eller scheppel, ett ord som betecknar en blomsterkrans, ett diadem, men också kungakrona och brudkrona. Vitsippa betyder alltså den vita kronan. Namnet syftar på den krona de åtta vita kronbladen formar.
Medeltidens kungakronor, och ofta även brudkronor, hade ofta åtta tinnar.[10]

### Bygdemål
| Namn           | Trakt                                      | Förklaring                                                                               | Referens |
| -------------- | ------------------------------------------ | ---------------------------------------------------------------------------------------- | -------- |
| Fagningsblomma |                                            |                                                                                          |          |
| Fagningäblomä  | Gotland                                    | Blommar vid fagningätäiden, när det är dags att faga ängarna                             | [ 11 ]   |
| Kälubliommä    | Dalarna, Mora                              | Kälu = kyla, blomningen kommer när tjälen gått ur jorden                                 | [ 11 ]   |
| Vait-tuppur    | Dalarna, Orsa                              | Vait = vit(a) Tuppur = toppar, syftar på blomman i toppen på en stjälk. Alltså vitblomma | [ 11 ]   |
| Videvev        | Halland                                    | Ordledet vev är besläktat med viva i gullviva                                            | [ 11 ]   |
| Vitavevel      | Västergötland, Gudhems härad               |                                                                                          | [ 11 ]   |
| Vitvira        | Småland                                    |                                                                                          | [ 11 ]   |
| Vitvirra       | Blekinge                                   |                                                                                          | [ 11 ]   |
| Vitebjälle     | Dalsland, Ed                               |                                                                                          | [ 11 ]   |
| Vitfevel       | Västergötland, Vadsbo                      |                                                                                          | [ 11 ]   |
| Vitlåck        | Dalsland, Småland, Vadsbo, Värmland, Östbo |                                                                                          | [ 11 ]   |
| Vitlåckor      | Dalsland, Västergötland                    |                                                                                          | [ 11 ]   |
| Vitverv        | Småland                                    |                                                                                          | [ 11 ]   |

## Bilder

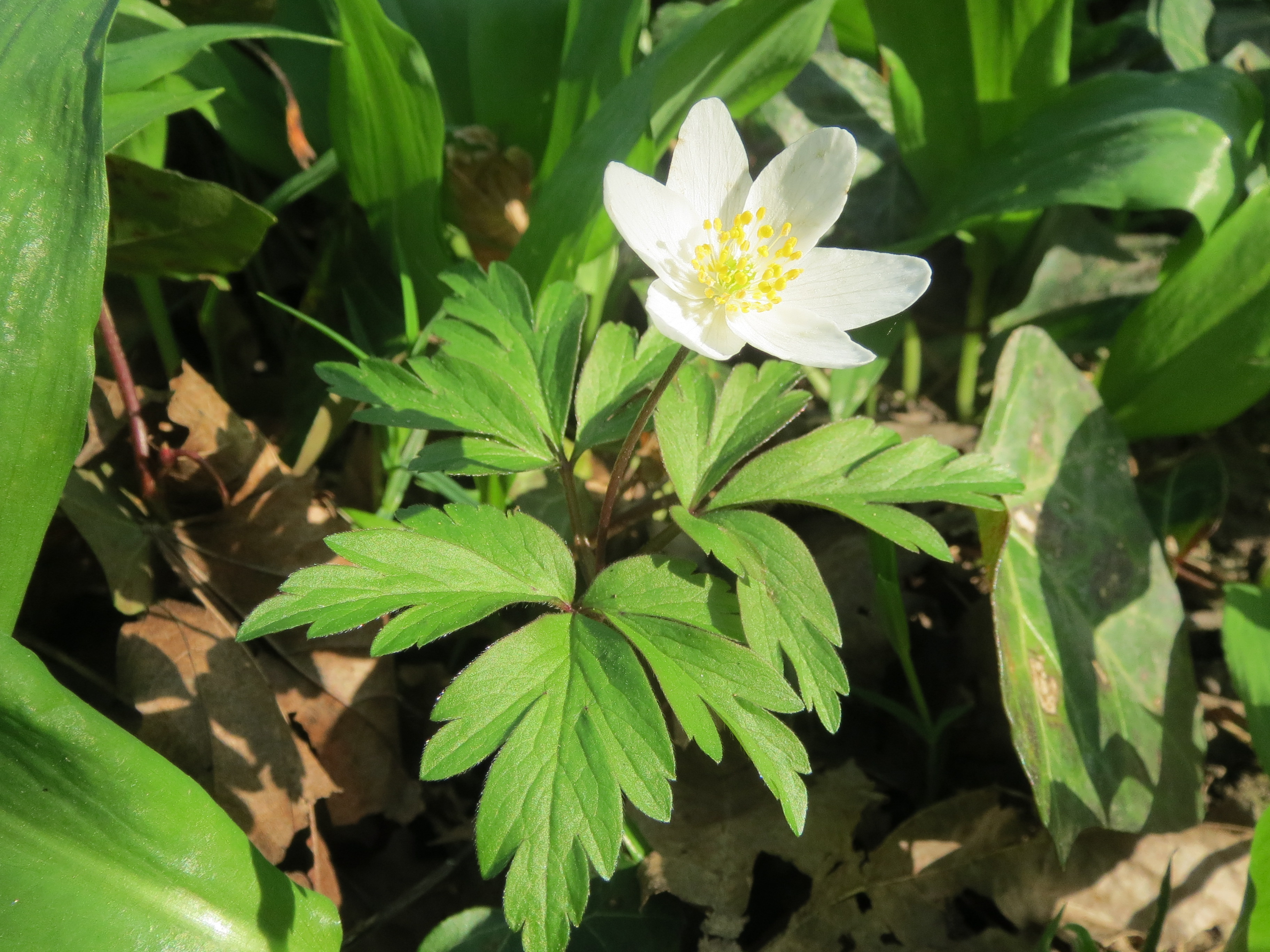
Blomma framifrån
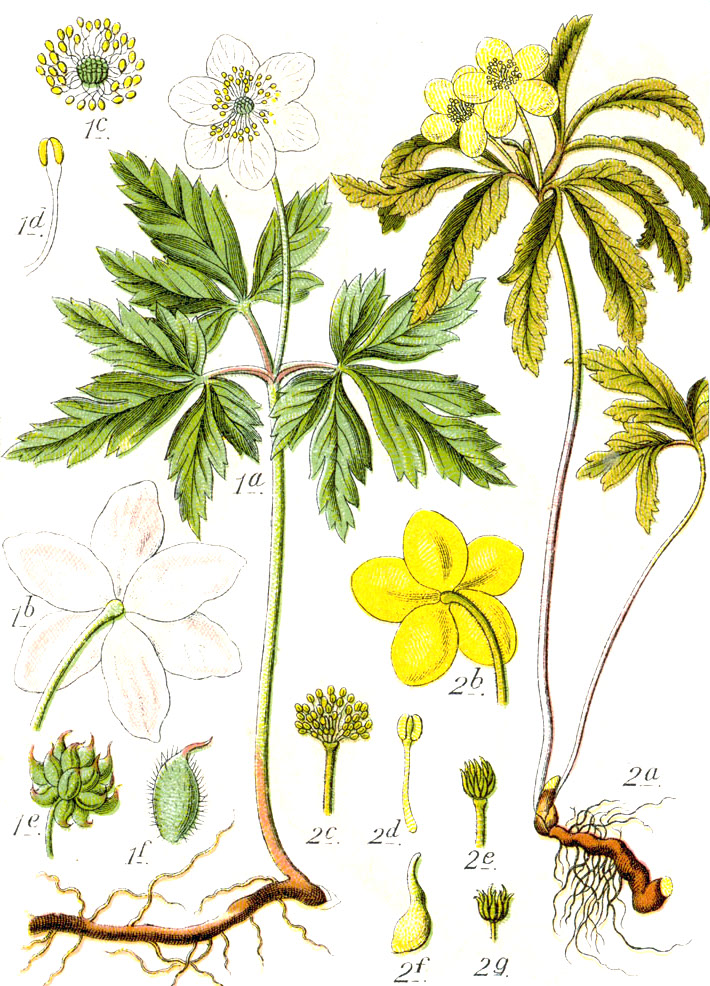
1 Vitsippa, Anemone nemorosa L. 2 Gulsippa, Anemone ranunculoides L.
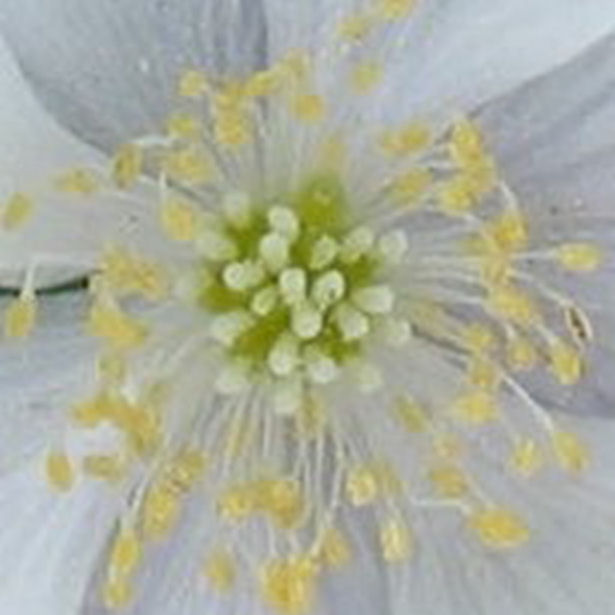
Ståndare och pistiller
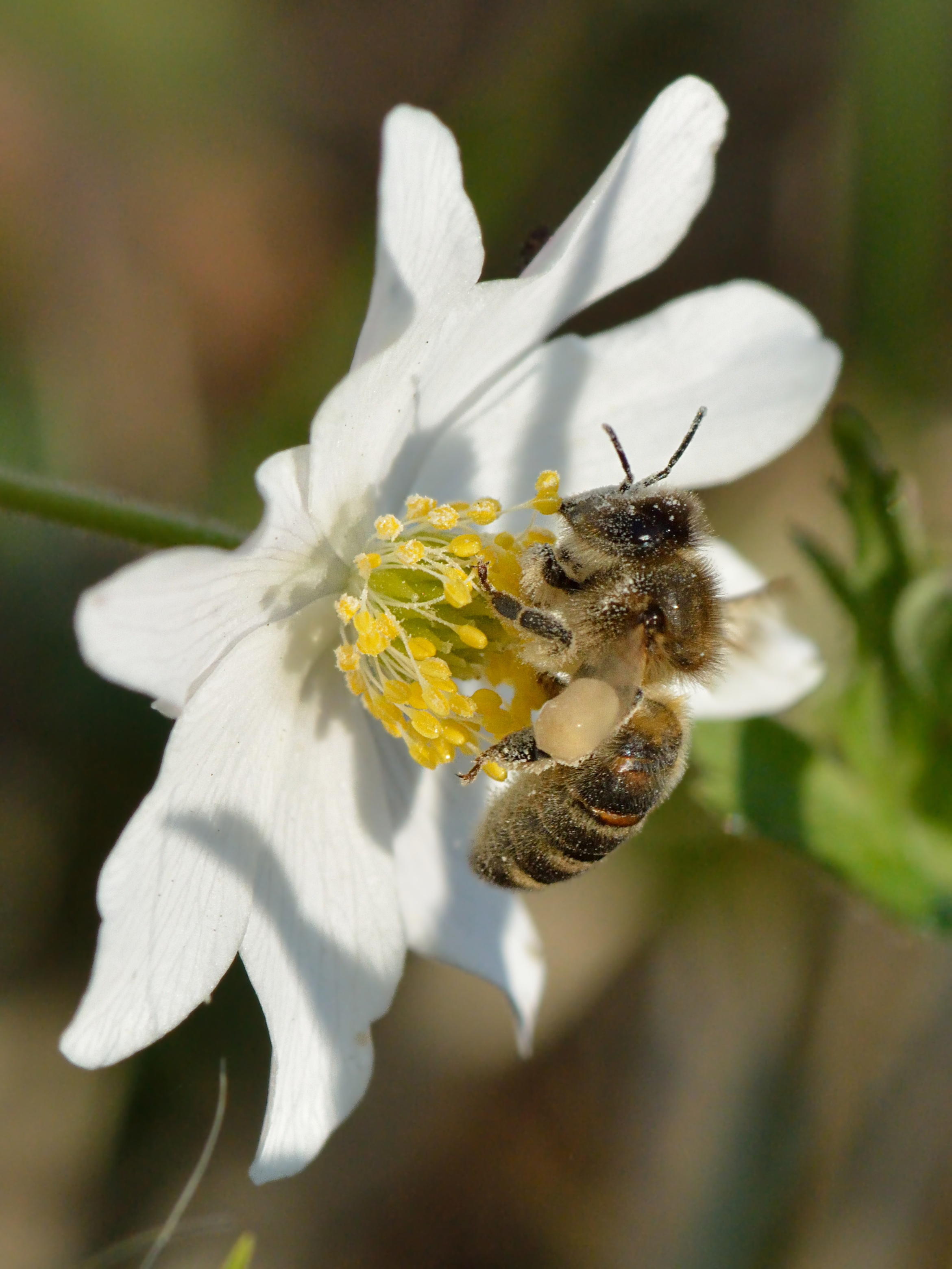
Ett honungsbi Apis mellifera pollinerar
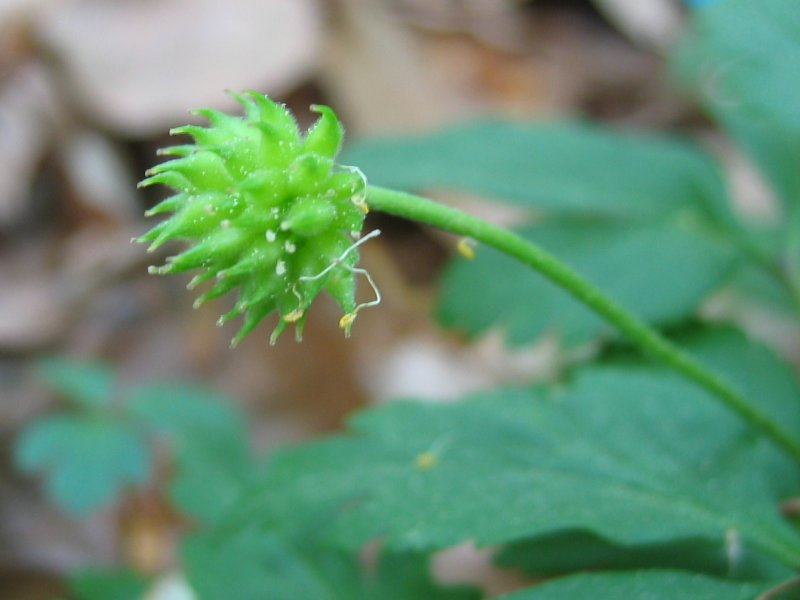
Frukt
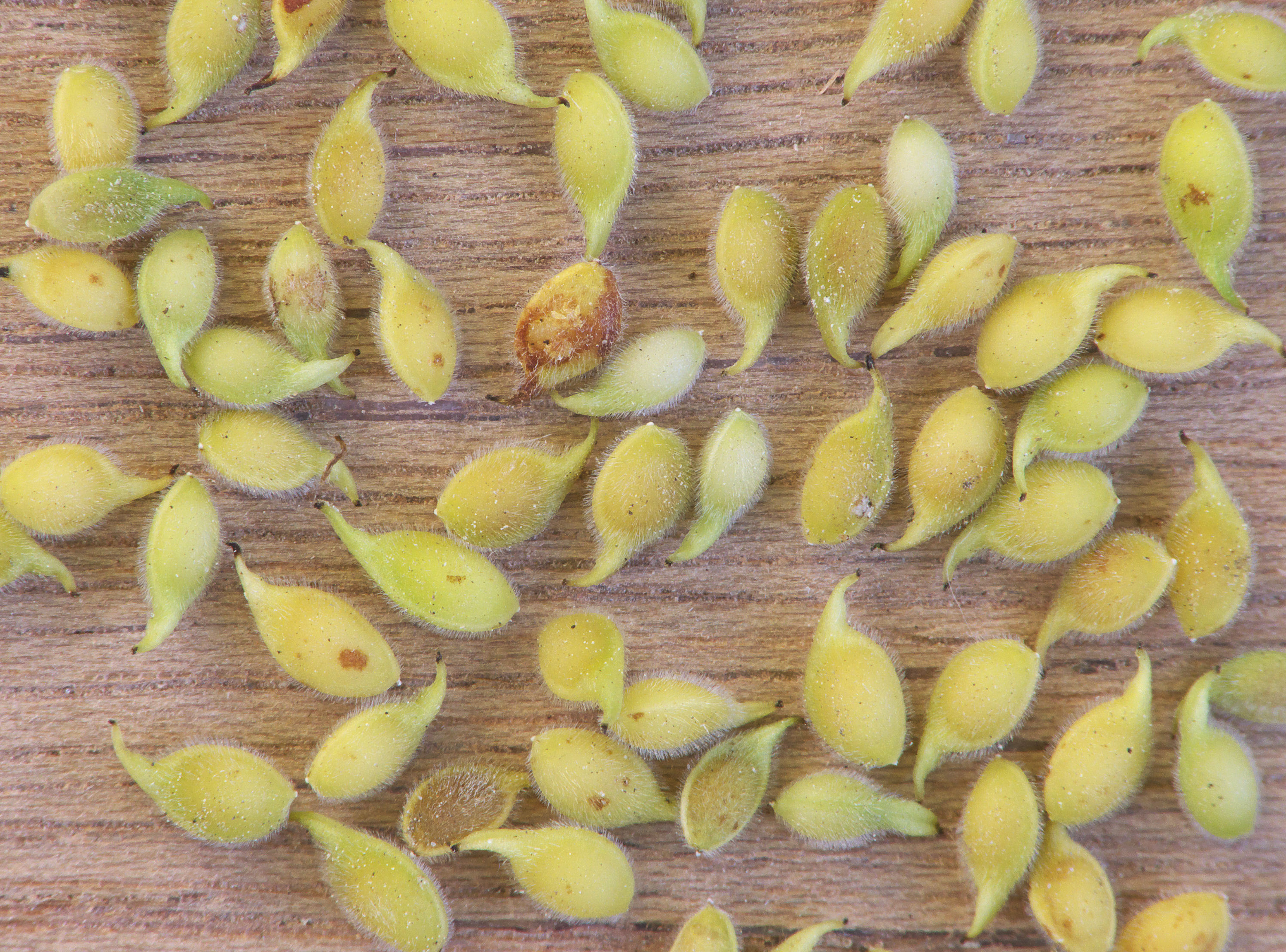
Frön
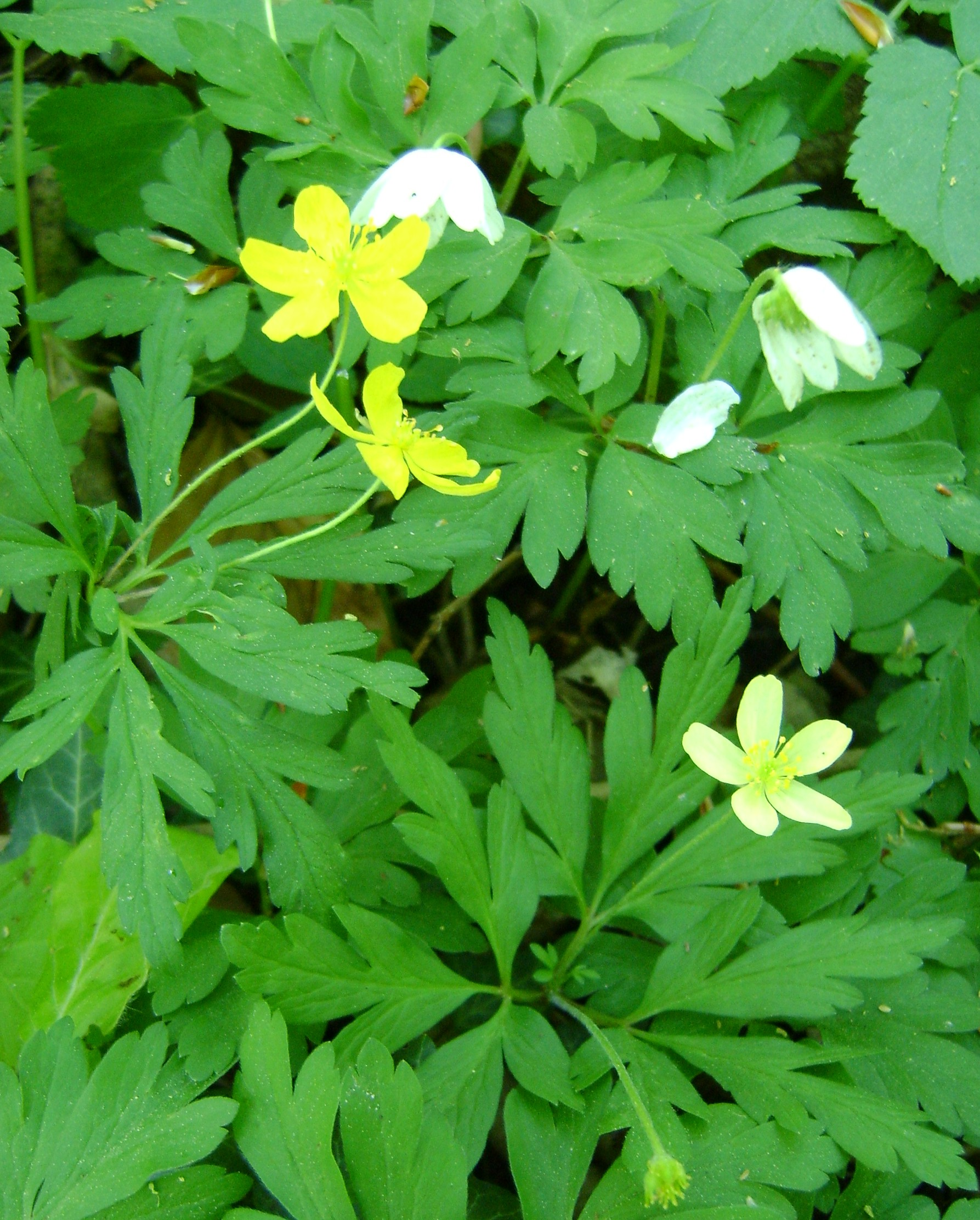
Svavelsippa (nederst) med föräldrar
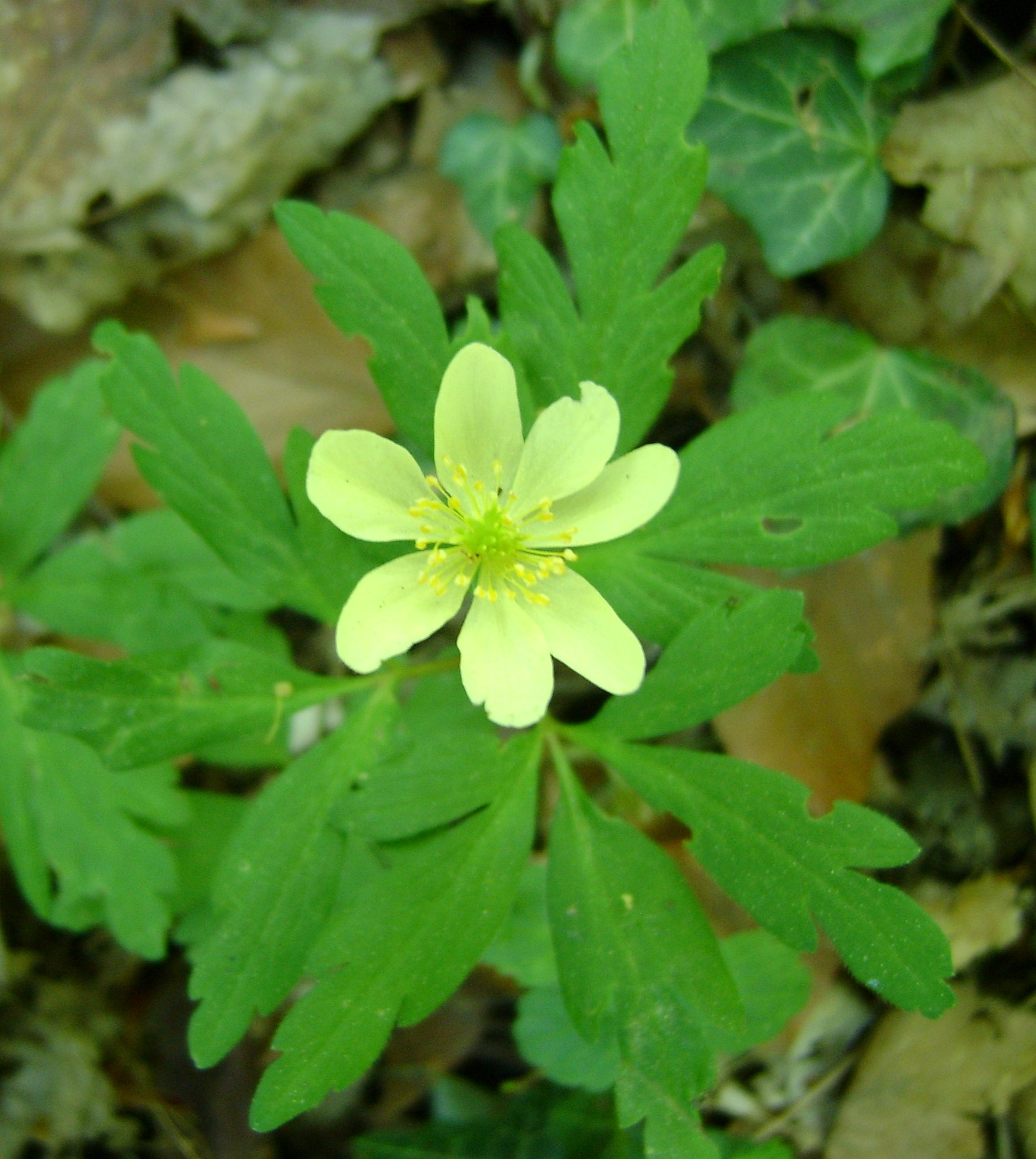
Svavelippa
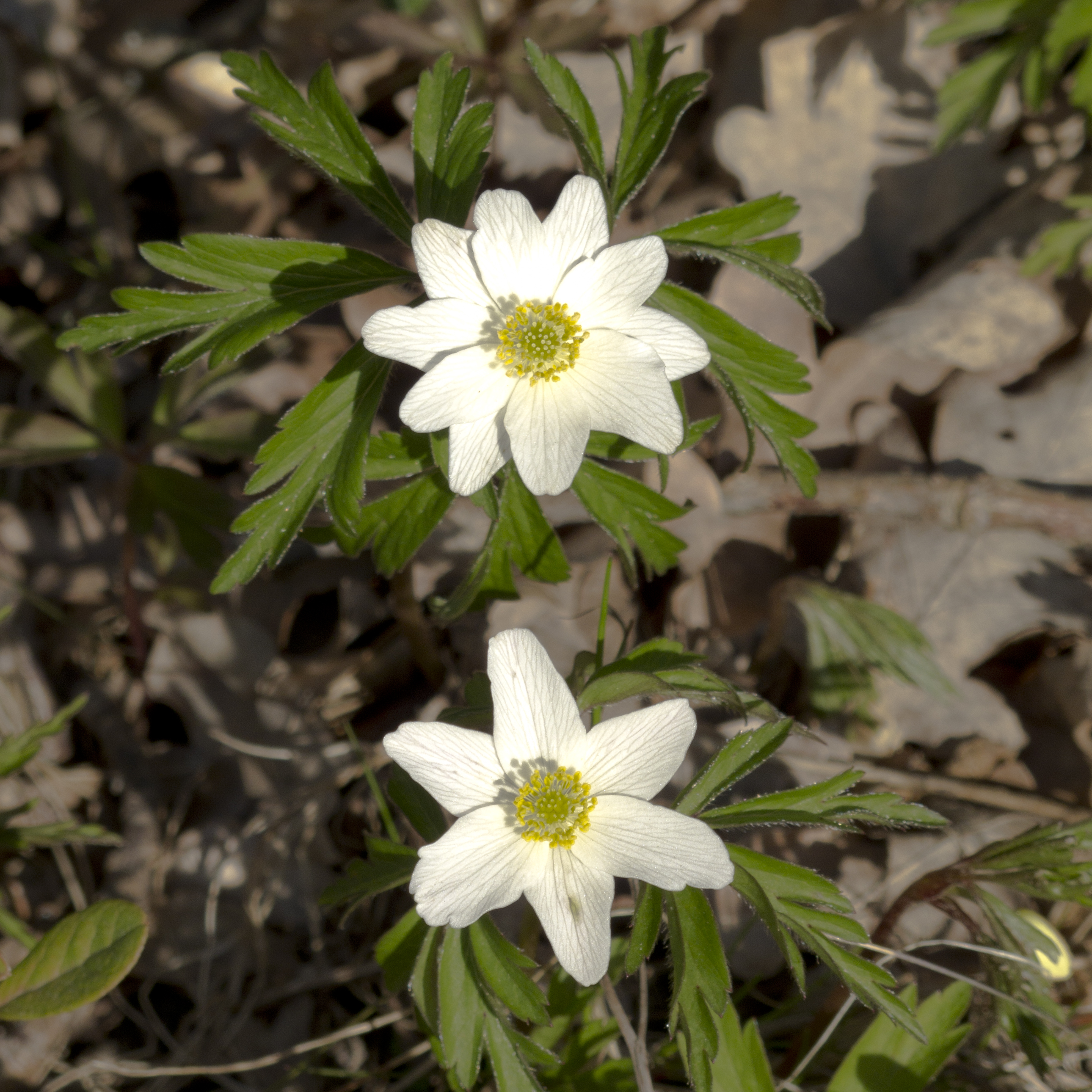
Dubbel vitsippa med tio kronblad
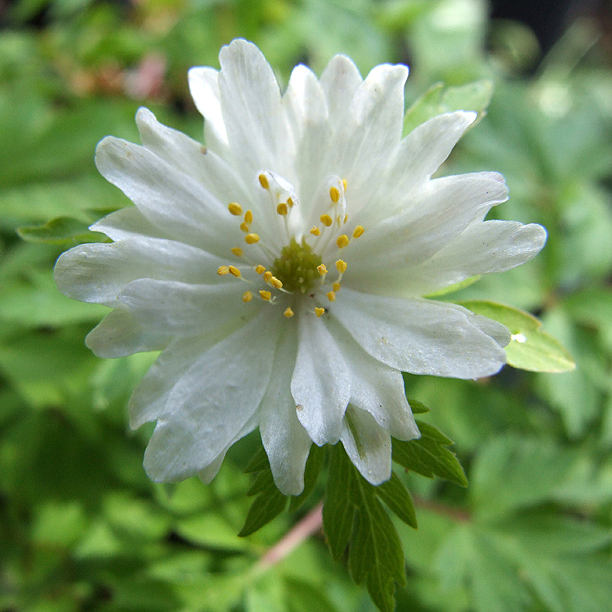
Mångdubbel, förädlad variant

## Vitsippan som symbol
Vitsippan är symbol för:

Raseborgs stadsvapen

- Den svenska ideella föreningen Cancerhjälpen har haft en vitsippa som sin symbol sedan starten 1993.[12]
- Den finländska staden Raseborg. Stadsvapnet består av åtta vitsippor i ring.[13]
- Göteborgs botaniska trädgård[14]
- Kristdemokraterna hade från 1996 till 2017 en vitsippa i sin logotyp. Därefter har den ersatts av en geometrisk figur.[15]

### Bilder på grönsippa
- Grönsippa i Fjelebo
- Vitsippa och grönsippa på samma bild